# Lacus Bonitatis

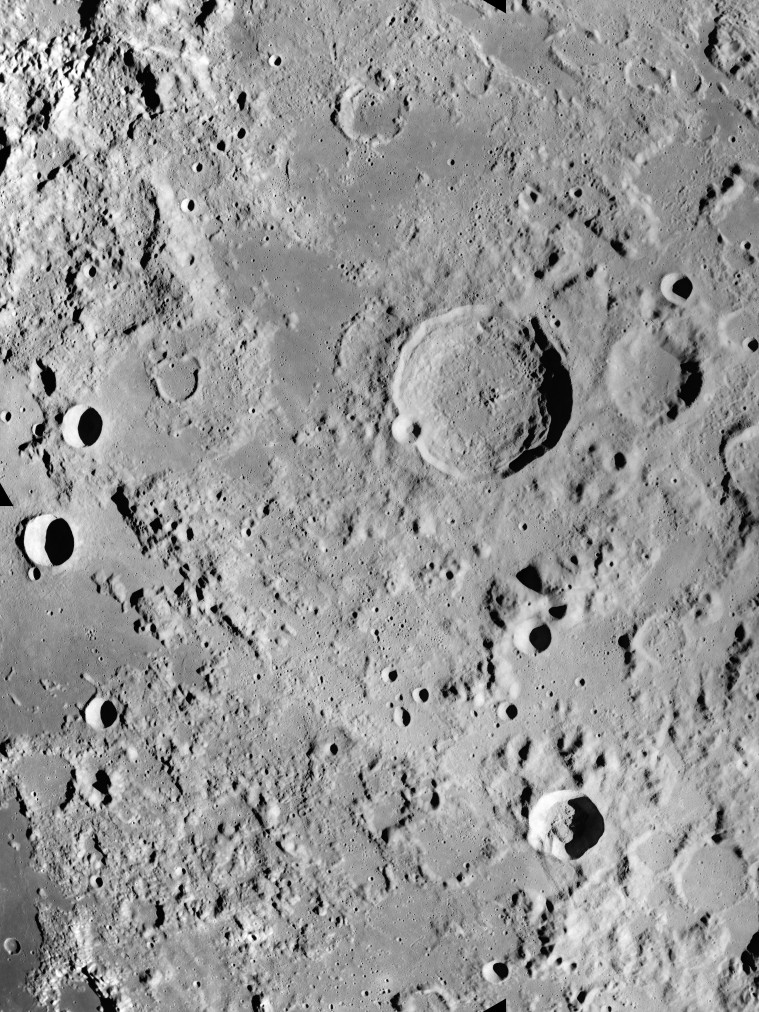
Le plus grand cratère est le cratère Macrobius, et à son nord-ouest se trouve le petit Lacus Bonitatis. NASA photo.

Le Lacus Bonitatis (Lac de Bonté en latin) est un petit lac lunaire qui se trouve au nord-ouest du cratère Macrobius (en). Loin au nord du Lacus Bonitatis se trouve le Montes Taurus, une chaîne de montagne.
Ce « lac » est une région irrégulière de lave et de basalte avec des frontières inégales. Les coordonnées sélénographiques du Lacus Bonitatis sont 23,12, 43,42 pour un diamètre de 92 km et la dimension la plus longue est du nord au sud.
Le nom a été déterminé par l'Union astronomique internationale en 1976.